# Vilhelm 1. af Hessen
Kurfyrst Vilhelm 1. af Hessen (født 3. juni 1743 i Kassel, død 27. februar 1821 sammesteds) var en tysk fyrste. Han var landgreve af Hessen-Kassel fra 1785 (som Vilhelm 9.) og blev kurfyrste af Hessen (også kaldt Kurhessen) i 1803 (som Vilhelm 1.).
Han var søn af Frederik 2. af Hessen-Kassel og Marie af Storbritannien. Vilhelms far forlod sin familie i 1747 og konverterede til katolicismen i 1749. I 1756 flyttede Marie med sine sønner til Danmark, hvor Vilhelm voksede op ved hoffet i København sammen med sine to brødre, Carl og Frederik, og hvor Vilhelm i 1764 blev gift med sin kusine Prinsesse Vilhelmine Caroline af Danmark. De to yngre brødre forblev i Danmark, hvor de gjorde karriere ved hoffet, mens Vilhelm efter sit bryllup vendte tilbage til Tyskland, hvor han i 1764 blev regent i rigsgrevskabet Hanau-Münzenberg. Da Vilhelms far døde i 1785, tiltrådte han regeringen i Landgrevskabet Hessen-Kassel som Landgrev Vilhelm 9. I 1803, under Napoleonskrigene, fik han tildelt titel af kurfyrste. Fra 1806 til 1813 havde franskmændene fordrevet Vilhelm fra Hessen. I disse år var han i eksil dels hos broderen Carl af Hessen på Gottorp Slot, dels i Prag.

## Biografi

### Tidlige liv
Prins Vilhelm blev født den 3. juni 1743 i Kassel, der var hovedstad i det lille landgrevskab Hessen-Kassel i det centrale Tyskland. Han var den anden men ældste overlevende søn af prins Frederik af Hessen-Kassel (den senere landgreve Frederik 2.) i hans ægteskab med prinsesse Marie af Storbritannien. Han blev født som medlem af fyrstehuset Hessen, der havde hersket over Landgrevskabet Hessen i det centrale Tyskland siden middelalderen, og som i 1567, da Landgrev Philipp 1. af Hessen døde, havde delt sig i fire linjer, Hessen-Kassel, Hessen-Marburg, Hessen-Rheinfels og Hessen-Darmstadt, hvoraf Vilhelm tilhørte førstnævnte linje.
Vilhelms far var den eneste overlevende søn af Hessen-Kassels daværende arveprins, Vilhelm, der var arving til sin barnløse storebror, landgreve Frederik 1. af Hessen-Kassel, der tillige havde været konge af Sverige siden 1720. Hans mor var datter af Kong Georg 2. af Storbritannien og Caroline af Ansbach. Hun var desuden søster til den danske dronning Louise, der var gift med Kong Frederik 5. af Danmark og Norge. Prins Frederik og Prinsesse Marie havde allerede i 1741 fået en søn (også med navnet Vilhelm), men han var død i 1742, og det stod dermed klart fra Vilhelms fødsel, at han på et tidspunkt sandsynligvis ville blive regerende landgreve i Hessen-Kassel. Vilhelm fik senere to yngre brødre, Prins Carl og Prins Frederik.
Forældrenes ægteskab var ulykkeligt, og Vilhelms far Prins Frederik forlod sin familie i 1747, hvorefter parret levede adskilt. I 1749 konverterede han desuden i hemmelighed til katolicismen. Efter at nyheden om Frederiks konversion var blevet kendt i 1754, blev forældrene formelt separeret i 1755. Vilhelms farfar, landgrev Vilhelm 8., ville derudover sikre, at den katolske søn efter sin regeringsovertagelse ville få så lidt indflydelse på regeringen i det calvinistiske landgrevskab som muligt. I den såkaldte assekurationsakt fra 1754 blev det blandt andet bestemt, at Rigsgrevskabet Hanau-Münzenberg, der efter den sidste greve fra Huset Hanau Johan Reinhard 3.'s død, i 1736 var tilfaldet Landgrevskabet Hessen-Kassel, blev udskilt fra de hessen-kasselske stamlande, således at Prins Frederik blev forbigået og ved Vilhelm 8.'s død skulle arves af barnebarnet Prins Vilhelm. Ved farfaderens død i 1760 blev Vilhelm altså regerende greve af Hanau-Münzenberg, og da han var mindreårig, blev hans mor indsat som regent.
Fra 1754 til 1756 læste han ved Universitetet i Göttingen. I 1756 flyttede Marie til Danmark for at tage sig af sin afdøde søster Louises børn. Alle tre sønner flyttede med hende til Danmark, hvor de voksede op ved hoffet i København. To af sønnerne, herunder Vilhelm, giftede sig senere med danske kusiner. De to yngre sønner forblev i Danmark, hvor de gjorde karriere ved hoffet, mens Vilhelm vendte tilbage til Tyskland, hvor han senere også efterfulgte sin far som landgreve af Hessen-Kassel.

### Ægteskab
Allerede i deres barndom var Vilhelm blevet udset til at blive gift med sin kusine Prinsesse Vilhelmine Caroline af Danmark, der var datter af Kong Frederik 5. af Danmark og Norge og Vilhelms mors søster Prinsesse Louise af Storbritannien. De blev gift den 1. september 1764 i Christiansborg Slotskirke i København. I ægteskabet blev der født to døtre og to sønner.
Vilhelms yngre bror Prins Carl giftede sig i 1766 med en anden af deres danske kusiner, Prinsesse Louise af Danmark.

### Senere liv
I 1764 blev Vilhelm erklæret for myndig og tiltrådte regeringen i grevskabet Hanau-Münzenberg, der tidligere var blevet udskilt af Hessen-Kassel og tildelt prins Vilhelm. En måned efter deres bryllup holdt Vilhelm og Vilhelmine deres indtog i Hanau, grevskabets hovedstad. Det arkitektonisk mest bemærkelsesværdige mindesmærke om hans regeringstid i grevskabet er kuranlægget Wilhelmsbad i Hanau, som Vilhelm lod opføre fra 1777 til 1785.
Da Vilhelms far døde i 1785, tiltrådte han i en alder af 42 år regeringen i Landgrevskabet Hessen-Kassel som Landgrev Vilhelm 9.
Den 15. maj 1803, under Napoleonskrigene, lykkedes det Vilhelm at få tildelt titel af kurfyrste, en betegnelse for de rigsfyrster, der i det Tysk-romerske rige valgte (kårede) kejseren. Hans herskabsområde, særligt Landgrevskabet Hessen-Kassel, blev herefter oftest, omend uofficielt, omtalt som Kurfyrstendømmet Hessen eller Kurhessen. Værdigheden som kurfyrste blev imidlertid betydningsløs allerede få år efter ved det Tysk-romerske riges opløsning i 1806.
I 1806 blev Kurfyrst Vilhelm afsat af Napoleon, og Vilhelm søgte ly på Gottorp Slot hos sin bror og svigerinde landgreve Carl og landgrevinde Louise. Kurfyrstinde Vilhelmine forblev i Kassel, indtil en fransk guvernør var blevet indsat, hvorefter hun flyttede til sin datter Amalie i Gotha. Vilhelm og Vilhelmine tilbragte de næste år i eksil, blandt andet i Slesvig og Prag. Efter slaget ved Leipzig kunne de vende tilbage til Kassel, hvor de holdt deres indtog den 21. november 1813.
Kurfyrstinde Vilhelmine døde 72 år gammel den 14. januar 1820 i Kassel. Kurfyrst Vilhelm døde 77 år gammel den 27. februar 1821 i Kassel. Han blev efterfulgt af sin ældste søn, Vilhelm. Kurfyrst Vilhelm blev begravet i borgkapellet under den kunstig anlagte ruin Löwenburg i Bergpark Wilhelmshöhe i Kassel.

## Ægteskab og børn
Vilhelm giftede sig den 1. september 1764 i Christiansborg Slotskirke i København med sin kusine Prinsesse Vilhelmine Caroline af Danmark, datter af Kong Frederik 5. af Danmark og Norge og Louise af Storbritannien. I ægteskabet blev der født to døtre og to sønner.

### Børn
| Navn                               | Født                               | Død                                | Bemærkninger                                                                  |
| Med Vilhelmine Caroline af Danmark | Med Vilhelmine Caroline af Danmark | Med Vilhelmine Caroline af Danmark | Med Vilhelmine Caroline af Danmark                                            |
| ---------------------------------- | ---------------------------------- | ---------------------------------- | ----------------------------------------------------------------------------- |
| Marie Frederikke                   | 1768                               | 1839                               | gift med fyrst og senere hertug Alexius Frederik Christian af Anhalt-Bernburg |
| Karoline Amalie                    | 1771                               | 1848                               | gift med hertug August af Sachsen-Gotha-Altenburg                             |
| Frederik                           | 1772                               | 1784                               |                                                                               |
| Vilhelm 2.                         | 1777                               | 1847                               | kurfyrste af Hessen                                                           |

Desuden havde han en del børn med forskellige elskerinder.

## Anetavle
|  |                                      |  |  |  |  |  |  |  |  |  |  |  |  |  |  |  |
|  | Vilhelm 8. af Hessen-Kassel          |  |  |  |  |  |  |  |  |  |  |  |  |  |  |  |
|  |                                      |  |  |  |  |  |  |  |  |  |  |  |  |  |  |  |
|  |                                      |  |  |  |  |  |  |  |  |  |  |  |  |  |  |  |
|  | Frederik 2. af Hessen-Kassel         |  |  |  |  |  |  |  |  |  |  |  |  |  |  |  |
|  |                                      |  |  |  |  |  |  |  |  |  |  |  |  |  |  |  |
|  |                                      |  |  |  |  |  |  |  |  |  |  |  |  |  |  |  |
|  | Dorothea Vilhelmine af Sachsen-Zeitz |  |  |  |  |  |  |  |  |  |  |  |  |  |  |  |
|  |                                      |  |  |  |  |  |  |  |  |  |  |  |  |  |  |  |
|  |                                      |  |  |  |  |  |  |  |  |  |  |  |  |  |  |  |
|  | Vilhelm 1. af Hessen                 |  |  |  |  |  |  |  |  |  |  |  |  |  |  |  |
|  |                                      |  |  |  |  |  |  |  |  |  |  |  |  |  |  |  |
|  |                                      |  |  |  |  |  |  |  |  |  |  |  |  |  |  |  |
|  | Georg 2. af Storbritannien           |  |  |  |  |  |  |  |  |  |  |  |  |  |  |  |
|  |                                      |  |  |  |  |  |  |  |  |  |  |  |  |  |  |  |
|  |                                      |  |  |  |  |  |  |  |  |  |  |  |  |  |  |  |
|  | Marie af Storbritannien              |  |  |  |  |  |  |  |  |  |  |  |  |  |  |  |
|  |                                      |  |  |  |  |  |  |  |  |  |  |  |  |  |  |  |
|  |                                      |  |  |  |  |  |  |  |  |  |  |  |  |  |  |  |
|  | Caroline af Brandenburg-Ansbach      |  |  |  |  |  |  |  |  |  |  |  |  |  |  |  |
|  |                                      |  |  |  |  |  |  |  |  |  |  |  |  |  |  |  |
|  |                                      |  |  |  |  |  |  |  |  |  |  |  |  |  |  |  |